# 一合まいた
一合まいた（いちごうまいた）は、香川県高松市を中心に伝承される盆踊り唄である。

## 歌詞
数え歌形式で、蒔いた種籾の豊作を願う歌詞である。香川県以外に、山口県や鹿児島県でも採録されている。
高松市木太町
坂出市本町
山口県美祢郡大嶺町中村
鹿児島県揖宿郡開聞町十日入野

## 解説
一般的に伝統的な盆踊りの歌詞は先祖の霊や新仏を供養するものか、江戸時代中期以降に瞽女など旅芸人の口を通じて伝播した語り物に由来するものが多く、数え歌形式の「一合まいた」は盆踊りの歌詞としては珍しいものである。
一方で長野県埴科郡松代町の祇園祭の「大門踊り」で、以下の歌詞が伝承されていた
宮城県刈田郡蔵王町には、豊作祈願の踊「こくだん舞」として以下の歌詞が伝わっていた。
恐らくは数え歌形式で穀物の量を計る豊作祈願の予祝唄が中世期には全国的に分布していたものと見られる。実際、山口県美祢郡で採録された上記の「一合まいた」は、苗代への「種蒔き唄」として婦人会に伝承されていた。
讃岐国においても「一合まいた」は盛夏、稲の開花時に執り行われる「豊年踊り」として唄い踊られていたものだった。だが江戸時代後期以降、豊年祭は時期的に近い盆行事に徐々に吸収され、同時に信仰心の希薄化から盆踊りが単なる「娯楽踊り」に変貌していくにつれ、仏教的ではない数え歌形式の「一合まいた」が盆踊り唄として取り入れられたと考えられる。

## 参考資料
- 日本放送協会『日本民謡大観（四国篇）』日本放送協会、1994年。ISBN 978-4140392317。
- 日本放送協会『復刻　日本民謡大観　九州篇（南部）・北海道篇—現地録音CD解説』日本放送出版協会、1994年。
- 日本放送協会『復刻　日本民謡大観　中国篇—現地録音CD解説』日本放送出版協会、1993年。
- 日本放送協会『復刻　日本民謡大観　四国篇—現地録音CD解説』日本放送出版協会、1994年。